# Municipio de Leenthrop
El municipio de Leenthrop (en inglés: Leenthrop Township) es un municipio ubicado en el condado de Chippewa en el estado estadounidense de Minnesota. En el año 2010 tenía una población de 243 habitantes y una densidad poblacional de 2,63 personas por km².

## Geografía
El municipio de Leenthrop se encuentra ubicado en las coordenadas 44°55′38″N 95°32′40″O / 44.92722, -95.54444. Según la Oficina del Censo de los Estados Unidos, el municipio tiene una superficie total de 92.55 km², de la cual 92,49 km² corresponden a tierra firme y (0,06 %) 0,05 km² es agua.

## Demografía
Según el censo de 2010, había 243 personas residiendo en el municipio de Leenthrop. La densidad de población era de 2,63 hab./km². De los 243 habitantes, el municipio de Leenthrop estaba compuesto por el 96,3 % blancos, el 0,41 % eran afroamericanos, el 2,47 % eran amerindios, el 0,41 % eran asiáticos, el 0,41 % eran de otras razas. Del total de la población el 0,41 % eran hispanos o latinos de cualquier raza.